# Pólko (Bondyrz)
Pólko – część wsi Bondyrz w Polsce położona w województwie lubelskim, w powiecie zamojskim, w gminie Adamów.
W latach 1975–1998 Pólko administracyjnie należało do województwa zamojskiego.